# Idioma tetun

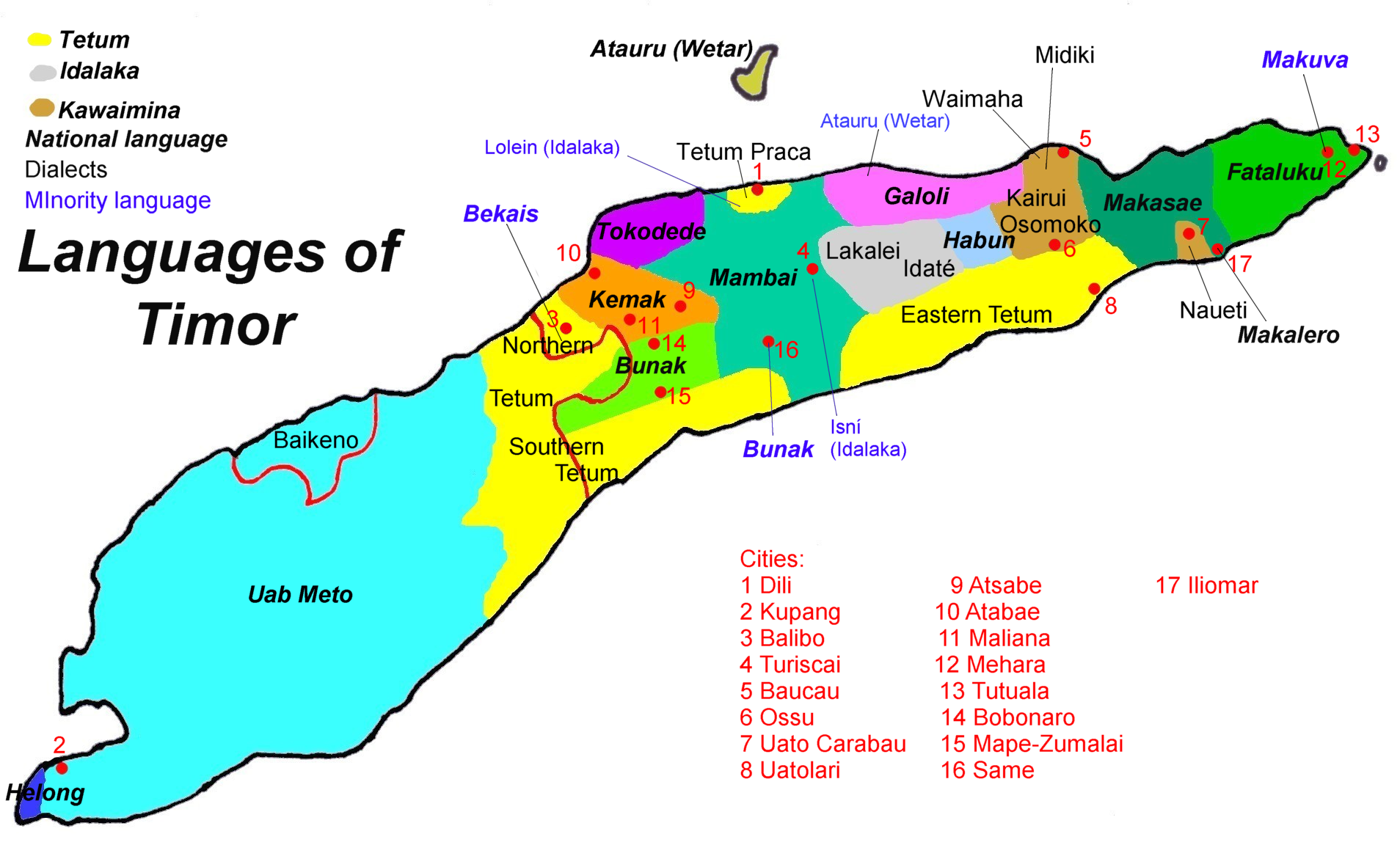
Idiomas de Timor.

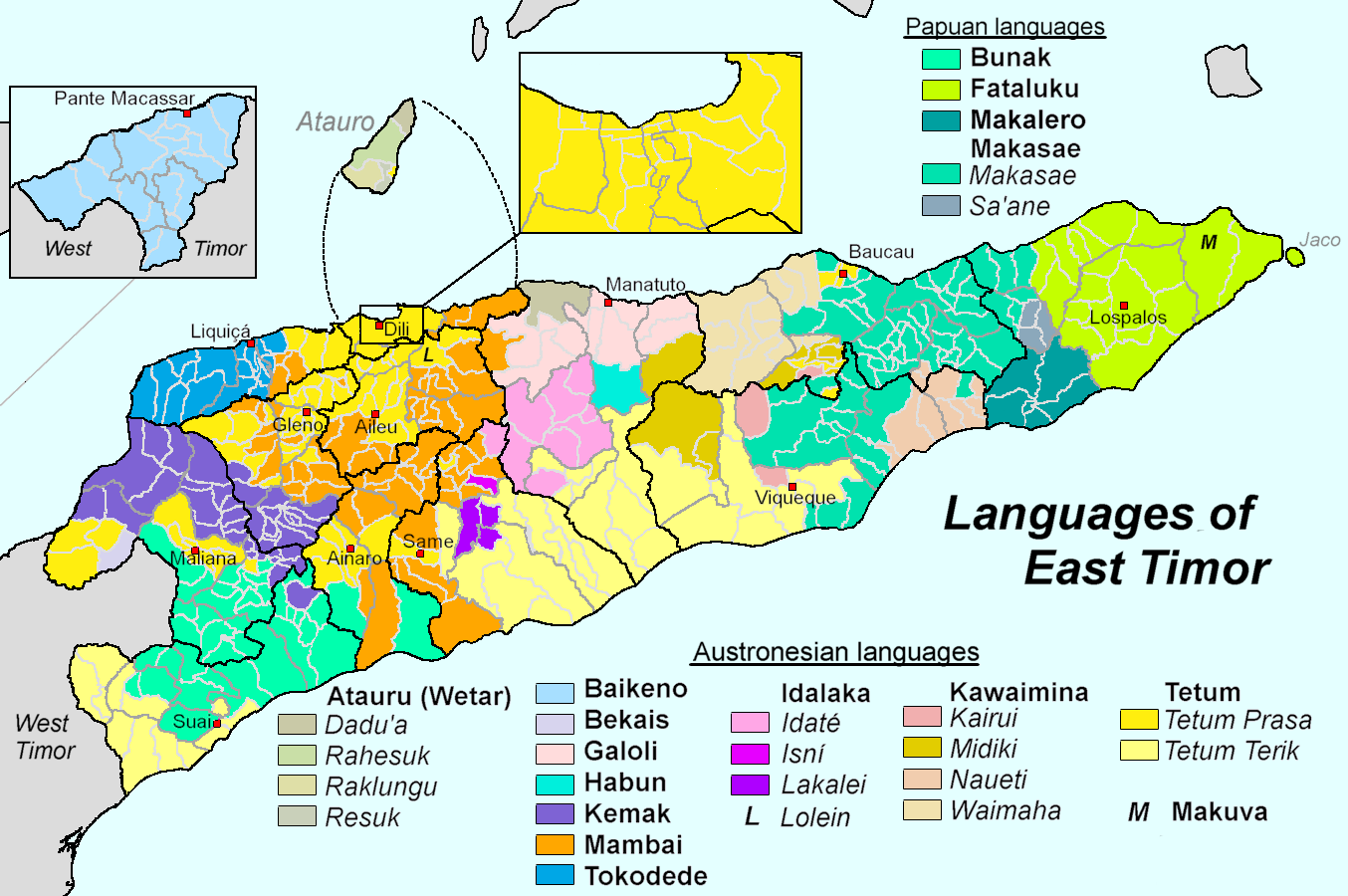
Idiomas de Timor Oriental.

El tetun es, junto con el portugués, el idioma oficial de Timor Oriental. Se trata de una lengua austronésica con muchas palabras de origen portugués y malayo.
El tetun se desarrolló como una lengua de contacto durante el siglo XVI, después de la colonización portuguesa. El dialecto principal, hablado en la capital del país, Dili, se llama tetun-prasa, y la forma más tradicional, hablada en las otras partes del país, se llama tetun-terik.
A pesar de que el portugués era la lengua oficial del antiguo Timor portugués, el tetun-prasa sirvió como lengua franca, tomando por tanto vocabulario del portugués. Cuando Indonesia invadió y ocupó Timor Oriental en 1975, declarándolo la "vigesimoséptima provincia de la República", el uso del portugués fue prohibido. La Iglesia católica, en lugar de adoptar el bahasa indonesia como lengua litúrgica, adoptó el tetun, convirtiéndolo en un referente para la identidad cultural y nacional de Timor Oriental.

## Vocabulario
El nombre en tetun de Timor Oriental es Timor Lorosae, o 'país del sol naciente', que es el nombre oficial del país.
- loro - sol
- loron - día
- lorosae - nacer del Sol (del este)

Algunas palabras en tetun:
- barak - mucho
- bo'ot - grande
- ki'ik - pequeño
- mane - hombre
- fetu - mujer
- foho - montaña
- tasi - mar
- malae - extranjero
- liafuan - palabra
- rai - país

Algunas palabras derivadas del portugués en tetun:
- aprende - aprender
- demais - demasiado (también 'barakliu')
- entaun - entonces
- eskola - escuela
- igreja - iglesia
- istoria - historia
- paun - pan
- povu - pueblo
- relijiaun - religión
- serveja - cerveza
- tenki - tener que

Algunas palabras derivadas del malayo en tetun:
- barak - mucho (banyak)
- bele - poder, persona muy respetada (boleh)
- uma - casa (rumah)
- dalan - calle (jalan)
- karreta - automóvil (kereta)
- lima - cinco (limah)

Los cardinales malayos son utilizados frecuentemente en la lengua tetun.

## Gramática
La gramática del tetun es comparativamente fácil, ya que no hay géneros ni conjugaciones de verbos ni artículo definido. Por tanto fetu puede traducirse como 'mujer' o 'la mujer'. De la misma manera, no se usa el plural habitualmente para los nombres, aunque sí sea posible usar la palabra sira ('ellos') para dar énfasis:
- Feto - [la] mujer
- Feto sira - [las] mujeres

En el caso de palabras de origen portugués, se usa el plural, usando el sufijo s:
- Estadus Unidus - Estados Unidos (también Estadu Naklibur sira)
- Nasoens Unidas - Naciones Unidas (también Nasaun Naklibur sira)

No hay verbos como 'ser' ni 'estar', pero se puede usar la palabra la'ós (literalmente 'no es') para indicar el negativo.
- Timor oan la'ós Indonézia oan. Los timorenses no son indonesios.
- Lia indonézia la'ós sira nia lian. El indonesio no es su lengua.

Del mismo modo, maka (que se traduce aproximadamente como 'que es', esto es, un relativo)
- Xanana Gusmão maka ita nia Prezidente. Xanana Gusmão que es nuestro Presidente.
- João se maka gosta serveja. Es Juan a quien le gusta la cerveza.

El participio pasado no se usa habitualmente excepto para dar énfasis, cuando se añade la palabra ona ('ya') al final de la frase.
- Ha'u han. - (Yo) Como
- Ha'u han etu. - Como / comí arroz.
- Ha'u han etu ona. - Comí / he comido arroz.

Como el malayo, el tetun usa dos formas de 'nosotros': ami (equivalente a 'kami' en malayo) que es exclusiva, y ita (equivalente a 'kita' en malayo), que es inclusiva.
- Ita nia rai - Nuestro país (Mi país y el tuyo)
- Ami nia karreta - Nuestro coche (El coche de nuestra familia, no el tuyo).

## Cardinales
- Ida - Uno
- Rua - Dos
- Tolu - Tres
- Haat - Cuatro
- Lima - Cinco
- Neen - Seis
- Hitu - Siete
- Ualu - Ocho
- Sia - Nueve
- Sanulu - Diez

## Ortografía
Como el tetun no recibió ningún reconocimiento ni promoción oficial de Portugal ni de Indonesia, no ha sido hasta hace relativamente poco que el Instituto Nacional de la Lingüística (INL) ha establecido una ortografía normalizada.
Esta se basó en las reformas ortográficas introducidas por el Fretilin en el año 1974, cuando lanzó campañas de alfabetización en todo Timor Oriental durante ese año, y también en la Iglesia católica, cuando adoptó el tetun como lengua litúrgica durante la ocupación indonesia.
Estas reformas incluyeron la simplificación de palabras de origen portugués. Por ejemplo, la educação (educación) fue transliterada como edukasaun. Otras reformas más recientes del INL incluyen la transliteración de las grafías 'lh' y 'nh' del portugués como 'll' e 'ñ', así como el gallego en España.
Consecuentemente, senhor en portugués se hace señor en tetun, y trabalhador (trabajador) se convierte en traballador. Algunos lingüistas favorecieron 'ly' y 'ny', pero otros consideraron estas grafías demasiado próximas al indonesio, incluso si 'ny' se usa en catalán, el cual está muy próximo al portugués. La letra 'ñ' se usaba también en filipino, pero fue sustituida por 'ny'.
La combinación de letras 'ch' es transliterada como 'x'. Por ejemplo cha en portugués, es escrita como xá. Se encuentra también este uso de la letra 'x', de origen gallego, en la lengua konkani en Goa.

## Frases
- Bon dia - Buenos días
- Diak ka lae? - ¿Cómo estás? (literalmente: bien o no?)
- Ha'u diak - Estoy bien
- Obrigadu - Gracias
- Ita bele koalia Tetun? - ¿Puedes hablar tetum?
- Loos - Sí
- Lae - No
- Ha'u komprende - Comprendo